# Aderpas griseotinctus
Aderpas griseotinctus är en skalbaggsart som beskrevs av Hunt och Stefan von Breuning 1955. Aderpas griseotinctus ingår i släktet Aderpas och familjen långhorningar. Inga underarter finns listade i Catalogue of Life.